# XXV Governo Constitucional de Portugal
O XXV Governo Constitucional é o atual governo de Portugal, nomeado e empossado pelo Presidente da República com base nos resultados das eleições legislativas de 2025. A 29 de maio de 2025, o presidente Marcelo Rebelo de Sousa indigitou Luís Montenegro como Primeiro-Ministro. Montenegro é presidente do Partido Social Democrata, o maior partido a integrar a AD – Coligação PSD/CDS, coligação que obteve maioria relativa na Assembleia da República naquelas eleições.
O governo anterior começou a enfrentar fortes desafios durante a alteração à lei dos solos devido a conflitos de interesse, e o escrutínio associado acabou por dar origem ao Caso Spinumviva, envolvendo o próprio primeiro-ministro e sendo a causa de duas moções de censura (rejeitadas) e uma moção de confiança, que foi rejeitada e levou automaticamente à demissão do governo, a 11 de março de 2025, nos termos do artigo 195.º, n.º 1, alínea e) da Constituição.

## Tomada de posse
A tomada de posse teve lugar no dia 5 de junho de 2025, no Palácio Nacional da Ajuda.

## Composição
De acordo com o artigo 183.º da Constituição, o Governo é constituído pelo Primeiro-Ministro, pelos ministros e pelos secretários e subsecretários de Estado, podendo incluir um ou mais vice-primeiros-ministros. O número, a designação e as atribuições dos ministérios e secretarias de Estado, bem como as formas de coordenação entre eles, são determinados, consoante os casos, pelos decretos de nomeação dos respetivos titulares ou por decreto-lei. 
O XXIV Governo Constitucional é assim composto por um primeiro-ministro, por 16 ministros (dois dos quais ministros de Estado) e por 43 secretários de Estado. Não contempla nenhum vice-primeiro-ministro nem subsecretários de Estado. 

### Primeiro-Ministro
| Retrato | Cargo                                                                               | Detentor                | Partido | Partido | Período                       |
| ------- | ----------------------------------------------------------------------------------- | ----------------------- | ------- | ------- | ----------------------------- |
|         | Primeiro-Ministro da República Portuguesa (Artigo 183.º da Constituição Portuguesa) | Luís Montenegro (1973–) |         | PPD/PSD | 5 de junho de 2025 - presente |

### Ministérios
| Ministério                                               | Ministro                                                                           | Ministro | Secretários de Estado                                                                                     |
| -------------------------------------------------------- | ---------------------------------------------------------------------------------- | --- | --- |
| Ministério dos Negócios Estrangeiros                     | Paulo Rangel Ministro de Estado PPD/PSD 5 de junho de 2025 - presente              | | Inês Domingos Secretária de Estado dos Assuntos Europeus 6 de junho de 2025 – presente                    |
| Ministério dos Negócios Estrangeiros                     | Paulo Rangel Ministro de Estado PPD/PSD 5 de junho de 2025 - presente              | Ana Isabel Xavier Secretária de Estado dos Negócios Estrangeiros e da Cooperação 6 de junho de 2025 – presente          | |
| Ministério dos Negócios Estrangeiros                     | Paulo Rangel Ministro de Estado PPD/PSD 5 de junho de 2025 - presente              | Emídio Sousa Secretário de Estado das Comunidades Portuguesas 6 de junho de 2025 – presente                             | |
| Ministério das Finanças                                  | Joaquim Miranda Sarmento Ministro de Estado PPD/PSD 5 de junho de 2025 - presente  | | José Maria Brandão de Brito Secretário de Estado Adjunto e do Orçamento 6 de junho de 2025 – presente     |
| Ministério das Finanças                                  | Joaquim Miranda Sarmento Ministro de Estado PPD/PSD 5 de junho de 2025 - presente  | Cláudia Reis Duarte Secretária de Estado dos Assuntos Fiscais 6 de junho de 2025 – presente                             | |
| Ministério das Finanças                                  | Joaquim Miranda Sarmento Ministro de Estado PPD/PSD 5 de junho de 2025 - presente  | João Silva Lopes Secretário de Estado do Tesouro e das Finanças 6 de junho de 2025 – presente                           | |
| Ministério das Finanças                                  | Joaquim Miranda Sarmento Ministro de Estado PPD/PSD 5 de junho de 2025 - presente  | Marisa Garrido Secretária de Estado da Administração Pública 6 de junho de 2025 – presente                              | |
| Ministro da Presidência                                  | António Leitão Amaro PPD/PSD 5 de junho de 2025 – presente                         | | Rui Armindo Freitas Secretário de Estado Adjunto da Presidência e Imigração 6 de junho de 2025 – presente |
| Ministro da Presidência                                  | António Leitão Amaro PPD/PSD 5 de junho de 2025 – presente                         | Tiago Macieirinha Secretário de Estado da Presidência do Conselho de Ministros 6 de junho de 2025 – presente            | |
| Ministro da Presidência                                  | António Leitão Amaro PPD/PSD 5 de junho de 2025 – presente                         | João Valle e Azevedo Secretária de Estado da Presidência 6 de junho de 2025 – presente                                  | |
| Ministério da Economia e da Coesão Territorial           | Manuel Castro Almeida PPD/PSD 5 de junho de 2025 - presente                        | | João Rui Ferreira Secretário de Estado da Economia 6 de junho de 2025 – presente                          |
| Ministério da Economia e da Coesão Territorial           | Manuel Castro Almeida PPD/PSD 5 de junho de 2025 - presente                        | Hélder Reis Secretário de Estado do Planeamento e Desenvolvimento Regional 6 de junho de 2025 – presente                | |
| Ministério da Economia e da Coesão Territorial           | Manuel Castro Almeida PPD/PSD 5 de junho de 2025 - presente                        | Silvério Regalado Secretário de Estado da Administração Local e Ordenamento do Território 6 de junho de 2025 – presente | |
| Ministério da Economia e da Coesão Territorial           | Manuel Castro Almeida PPD/PSD 5 de junho de 2025 - presente                        | Pedro Machado Secretário de Estado do Turismo, Comércio e Serviços 6 de junho de 2025 – presente                        | |
| Ministério da Reforma do Estado                          | Gonçalo Saraiva Matias Ministro Adjunto Independente 5 de junho de 2025 – presente | | Bernardo Correia Secretário de Estado para a Digitalização 6 de junho de 2025 – presente                  |
| Ministério da Reforma do Estado                          | Gonçalo Saraiva Matias Ministro Adjunto Independente 5 de junho de 2025 – presente | Paulo Magro da Luz Secretário de Estado para a Simplificação 6 de junho de 2025 – presente                              | |
| Ministério dos Assuntos Parlamentares                    | Carlos Abreu Amorim PPD/PSD 5 de junho de 2025 – presente                          | | Sem Secretarias de Estado                                                                                 |
| Ministério da Defesa Nacional                            | Nuno Melo CDS-PP 5 de junho de 2025 – presente                                     | | Álvaro Castello-Branco Secretário de Estado Adjunto e da Defesa Nacional 6 de junho de 2025 – presente    |
| Ministério da Defesa Nacional                            | Nuno Melo CDS-PP 5 de junho de 2025 – presente                                     | Nuno Pinheiro Torres Secretário de Estado Adjunto da Política da Defesa Nacional 6 de junho de 2025 – presente          | |
| Ministério das Infraestruturas e Habitação               | Miguel Pinto Luz PPD/PSD 5 de junho de 2025 – presente                             | | Hugo Espírito Santo Secretário de Estado das Infraestruturas 6 de junho de 2025 – presente                |
| Ministério das Infraestruturas e Habitação               | Miguel Pinto Luz PPD/PSD 5 de junho de 2025 – presente                             | Cristina Pinto Dias Secretária de Estado da Mobilidade 6 de junho de 2025 – presente                                    | |
| Ministério das Infraestruturas e Habitação               | Miguel Pinto Luz PPD/PSD 5 de junho de 2025 – presente                             | Patrícia Machado Santos Secretária de Estado da Habitação 6 de junho de 2025 – presente                                 | |
| Ministério da Justiça                                    | Rita Júdice Independente 5 de junho de 2025 – presente                             | | Gonçalo Pires Secretário de Estado Adjunto e da Justiça 6 de junho de 2025 – presente                     |
| Ministério da Justiça                                    | Rita Júdice Independente 5 de junho de 2025 – presente                             | Ana Luísa Machado Secretária de Estado da Justiça 6 de junho de 2025 – presente                                         | |
| Ministério da Administração Interna                      | Maria Lúcia Amaral 5 de junho de 2025 – presente                                   | | Paulo Simões Ribeiro Secretário de Estado Adjunto da Administração Interna 6 de junho de 2025 – presente  |
| Ministério da Administração Interna                      | Maria Lúcia Amaral 5 de junho de 2025 – presente                                   | Telmo Correia Secretário de Estado da Administração Interna 6 de junho de 2025 – presente                               | |
| Ministério da Administração Interna                      | Maria Lúcia Amaral 5 de junho de 2025 – presente                                   | Rui Rocha Secretário de Estado da Proteção Civil 6 de junho de 2025 – presente                                          | |
| Ministério da Educação, Ciência e Inovação               | Fernando Alexandre Independente 5 de junho de 2025 – presente                      | | Alexandre Homem Cristo Secretário de Estado Adjunto e da Educação 6 de junho de 2025 – presente           |
| Ministério da Educação, Ciência e Inovação               | Fernando Alexandre Independente 5 de junho de 2025 – presente                      | Maria Luísa Oliveira Secretária de Estado da Administração Escolar 6 de junho de 2025 – presente                        | |
| Ministério da Educação, Ciência e Inovação               | Fernando Alexandre Independente 5 de junho de 2025 – presente                      | Helena Canhão Secretária de Estado da Ciência e Inovação 6 de junho de 2025 – presente                                  | |
| Ministério da Educação, Ciência e Inovação               | Fernando Alexandre Independente 5 de junho de 2025 – presente                      | Cláudia Sarrico Secretária de Estado do Ensino Superior 6 de junho de 2025 – presente                                   | |
| Ministério da Saúde                                      | Ana Paula Martins PPD/PSD 5 de junho de 2025 – presente                            | | Ana Povo Secretária de Estado da Saúde 6 de junho de 2025 – presente                                      |
| Ministério da Saúde                                      | Ana Paula Martins PPD/PSD 5 de junho de 2025 – presente                            | Francisco Gonçalves Secretário de Estado da Gestão da Saúde 6 de junho de 2025 – presente                               | |
| Ministério do Trabalho, Solidariedade e Segurança Social | Maria do Rosário Palma Ramalho Independente 5 de junho de 2025 – presente          | | Susana Filipa Lima Secretário de Estado da Segurança Social 6 de junho de 2025 – presente                 |
| Ministério do Trabalho, Solidariedade e Segurança Social | Maria do Rosário Palma Ramalho Independente 5 de junho de 2025 – presente          | Clara Marques Mendes Secretária de Estado da Ação Social e da Inclusão 6 de junho de 2025 – presente                    | |
| Ministério do Trabalho, Solidariedade e Segurança Social | Maria do Rosário Palma Ramalho Independente 5 de junho de 2025 – presente          | Adriano Rafael Moreira Secretário de Estado do Trabalho 6 de junho de 2025 – presente                                   | |
| Ministério do Ambiente e Energia                         | Maria da Graça Carvalho PPD/PSD 5 de junho de 2025 – presente                      | | João Manuel Esteves Secretário de Estado do Ambiente 6 de junho de 2025 – presente                        |
| Ministério do Ambiente e Energia                         | Maria da Graça Carvalho PPD/PSD 5 de junho de 2025 – presente                      | Jean Barroca Secretário de Estado da Energia 6 de junho de 2025 – presente                                              | |
| Ministério da Cultura, Juventude e Desporto              | Margarida Balseiro Lopes PPD/PSD 5 de junho de 2025 – presente                     | | Carla Rodrigues Secretária de Estado Adjunta da Juventude e da Igualdade 6 de junho de 2025 – presente    |
| Ministério da Cultura, Juventude e Desporto              | Margarida Balseiro Lopes PPD/PSD 5 de junho de 2025 – presente                     | Alberto Santos Secretário de Estado da Cultura 6 de junho de 2025 – presente                                            | |
| Ministério da Cultura, Juventude e Desporto              | Margarida Balseiro Lopes PPD/PSD 5 de junho de 2025 – presente                     | Pedro Dias Secretário de Estado do Desporto 6 de junho de 2025 – presente                                               | |
| Ministério da Agricultura e Mar                          | José Manuel Fernandes PPD/PSD 5 de junho de 2025 – presente                        | | Salvador Malheiro Secretário de Estado das Pescas e do Mar 6 de junho de 2025 – presente                  |
| Ministério da Agricultura e Mar                          | José Manuel Fernandes PPD/PSD 5 de junho de 2025 – presente                        | João Moura Secretário de Estado da Agricultura 6 de junho de 2025 – presente                                            | |
| Ministério da Agricultura e Mar                          | José Manuel Fernandes PPD/PSD 5 de junho de 2025 – presente                        | Rui Ladeira Secretário de Estado das Florestas 6 de junho de 2025 – presente                                            | |

1. ↑  https://www.presidencia.pt/atualidade/toda-a-atualidade/2025/05/presidente-da-republica-indigita-primeiro-ministro/
2. ↑  Figueiredo, Inês André. «Governo caiu e Marcelo já traçou o calendário: eis o que se segue». Observador. Consultado em 18 de abril de 2025
3. ↑  «Governo português caiu. E agora, o que se segue?». euronews. 12 de março de 2025. Consultado em 18 de abril de 2025
4. ↑  Godinho, Rui Miguel (12 de março de 2025). «Da lei dos solos à empresa de Montenegro: como se chegou à queda do Governo e às eleições antecipadas?». Diário de Notícias. Consultado em 18 de abril de 2025
5. ↑  Portuguesa, Presidência da República. «Presidente da República aceita composição do XXV Governo Constitucional». www.presidencia.pt. Consultado em 4 de junho de 2025